# ۱۶ شعبان
۱۶ شعبان، شانزدهمین روز از ماه شعبان در تقویم هجری قمری است.
در تقویم هجری قمری قراردادی این روز دویست و بیست و سومین روز سال است.

## زادگان
- ۱۳۹۰ - مهتاب کرامتی، بازیگر، تهیه‌کنندهٔ فیلم، کنشگر حقوق کودکان، بشردوست و مدیر هنری ایرانی.